# Moskauer Institut für Wärmetechnik

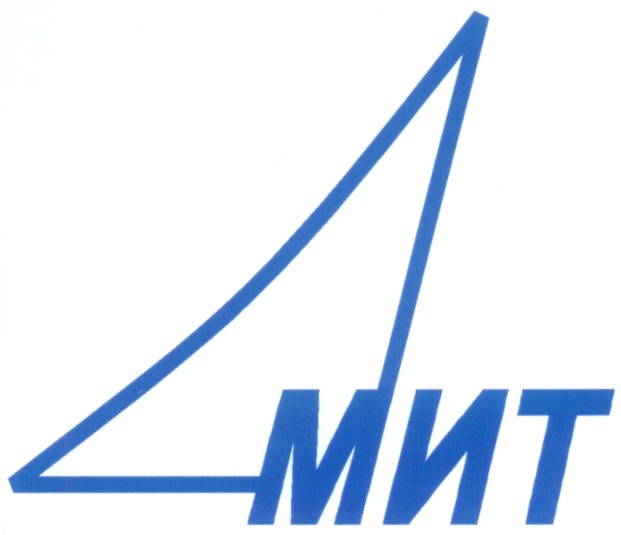
Logo des MIT

Das Moskauer Institut für Wärmetechnik (MIT; russisch Московский институт теплотехники, МИТ) ist ein russisches (ehemals sowjetisches) Forschungsinstitut und Konstruktionsbüro. Das MIT war und ist das wichtigste Forschungszentrum für feststoffgetriebene Raketen der Sowjetunion beziehungsweise der Russischen Föderation. Gleichzeitig ist es auch Mutterunternehmen verschiedener Technologieunternehmen.

## Geschichte
Das MIT wurde am 13. Mai 1946 als Forschungsinstitut NII-1 (russ. НИИ-1, научно-исследовательский институт) für Raketentreibstoffe gegründet. Bis in die frühen 1960er wurden verschiedene Raketenwaffen entwickelt, unter anderem die U-Jagd-Waffen RKU-4500A Burun, RBU-6000 „Smerch-2“, RPK-1 Vikhr, RPK-5 Liven, und RPK-9 Medwedka sowie die atomwaffenfähigen Kurzstreckenraketen 2K1 Mars, 2K4 Filin, 2K6 Luna und 9K52 Luna-M.
1961 wurde Alexander Nadiradse zum Hauptkonstrukteur ernannt. Das Institut wurde 1966 in „Moskauer Institut für Wärmetechnik“ umbenannt. In den frühen 1960er konnte sich die von MIT konstruierte 9K71 Temp gegenüber dem Konkurrenz-Entwurf Gnom von KB Maschinostrojenija als weitreichende ballistische Rakete durchsetzen. Die 9K71 Temp wurde zu 9K76 Temp-S und RS-14 Temp-2S weiterentwickelt. Die erfolgreiche Temp-Reihe führte zur Entwicklung der ballistischen Mittelstreckenrakete RSD-10 Pioner. Später folgte die ballistische Interkontinentalrakete RS-12M Topol. Nach dem Tod von Nadiradse im Jahre 1987 übernahm Boris Lagutin die Leitung des MIT und vollendete die Entwicklung der RS-12M Topol.
Nach dem Zerfall der Sowjetunion im Jahre 1991 verblieben in Russland zwei Konstruktionsbüros für Interkontinentalraketen; das MIT und das staatliche Raketenzentrum Makejew. Geld war knapp und das MIT musste schrumpfen. Der neue Leiter Juri Solomonow konnte die Entwicklung der RS-12M2 Topol-M sicherstellen. Später folgte mit der RSM-56 Bulawa eine U-Boot gestützte Variante.
Das MIT begann sich auch auf dem zivilen Sektor zu engagieren und entwickelte die Trägerrakete Start, die flugzeugbasierte Trägerrakete (Air-launch-to-orbit ATOL) Ischim, die Einschienenbahn Monorail Moskau, Windkraftanlagen und Ozon-Wasseraufbereitungssysteme.
Im Jahr 2010 wurde das Institut in eine Aktiengesellschaft mit verschiedenen Tochtergesellschaften, unter anderem dem Maschinenbauwerk Wotkinsk als dem wichtigsten Produzenten von interkontinentalen Feststoffraketen, umgewandelt.